# Glenoleon nigristriatus
Glenoleon nigristriatus is een insect uit de familie van de mierenleeuwen (Myrmeleontidae), die tot de orde netvleugeligen (Neuroptera) behoort. 
Glenoleon nigristriatus is voor het eerst wetenschappelijk beschreven door New in 1985.